# Kepler-442

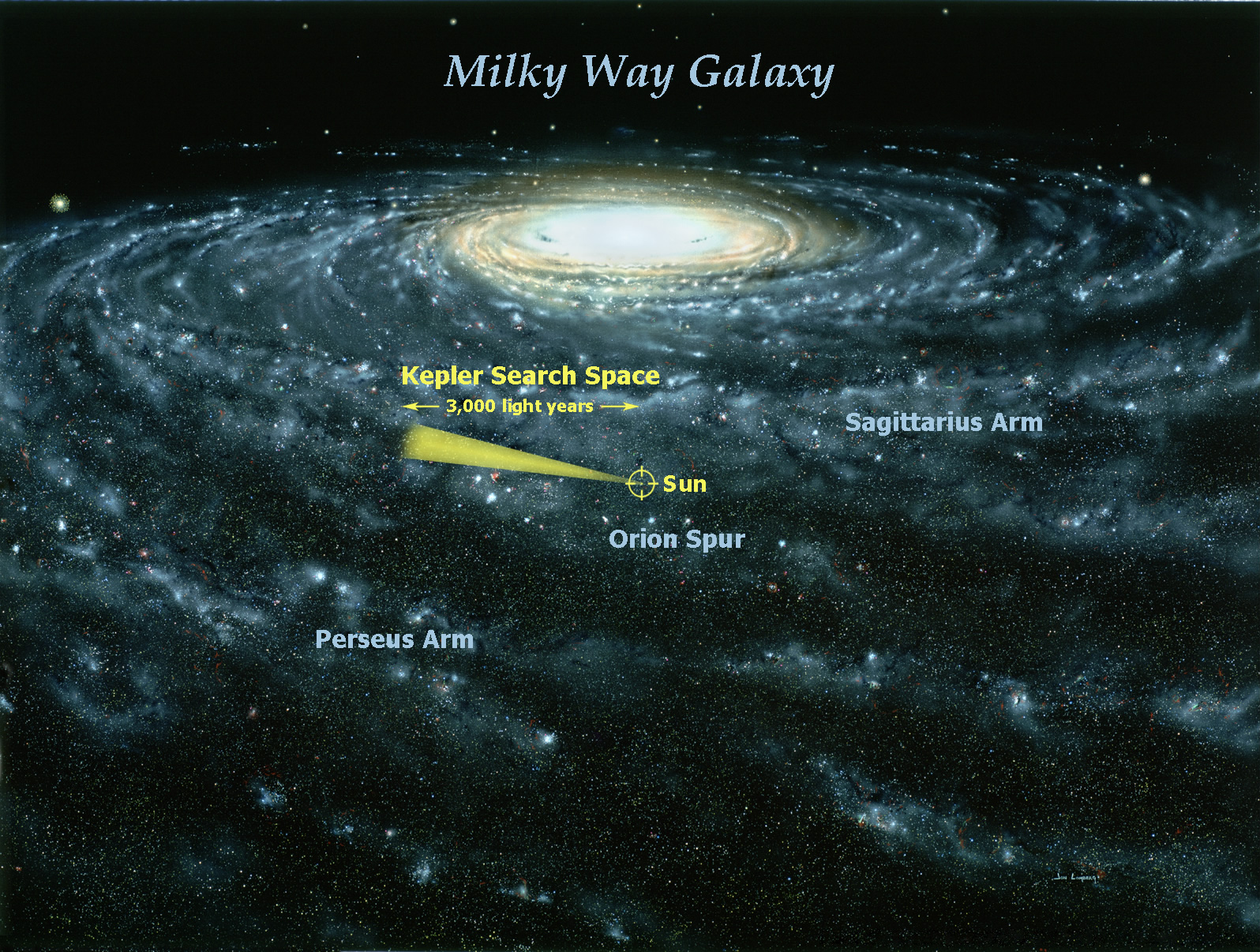
Sökområde för planeter av Keplerteleskopet.

Kepler-442 är en K-typ huvudserie-stjärna som är belägen ungefär 1 200 ljusår från Jorden i Lyran. Den har ungefär 0,61 av Solens massa och har en radie på 0,60 solradier. Den är känd för att ha en potentiellt beboelig planet i sin beboeliga zon. Den kan vara mer beboelig än Jorden, enligt några studier.